# Безверхній Антон Вікторович
Анто́н Ві́кторович Безве́рхній (нар. 24 січня 1994 — 14 травня 2019) — солдат Збройних сил України, учасник російсько-української війни.

## Життєпис
Народився 1994 року у місті Харків; навчався у харківській спеціалізованій школі-інтернаті «Ліцей „Правоохоронець“», працював в охоронному агентстві.
4 липня 2018 року вступив на військову службу за контрактом; солдат, гранатометник 2-ї штурмової роти 46-го батальйону ОБСпП «Донбас-Україна» 54-ї бригади. З 19 грудня 2018-го воював в районі міста Попасна, зазнав контузії. Після лікування повернувся на передову. Був активістом ГО «Вірне серце»; любив собак, на службу привіз добермана, згодом купив щенят-пітбулів, одного з них віддав побратимові.
14 травня 2019 року загинув у бою в обідню пору від кулі снайпера у шию — на спостережному посту поблизу села Новозванівка Попаснянського району.
17 травня 2019-го похований на Алеї Слави харківського міського кладовища № 18
Без Антона лишилися батьки і брат.

## Нагороди та вшанування
- Указом Президента України № 625/2019 від 23 серпня 2019 року за «особисту мужність і самовіддані дії, виявлені у захисті державного суверенітету та територіальної цілісності України» — нагороджений орденом «За мужність» III ступеня (посмертно)[3]
- В лютому 2019 нагороджений відзнакою НГШ «За взірцевість у військовій службі»[4]